# Mistrovství světa v ledním hokeji 2023 (Divize IV)
Mistrovství světa v ledním hokeji 2023 (Divize IV) byl mezinárodní hokejový turnaj pořádaný Mezinárodní hokejovou federací.
Turnaj se uskutečnil od 23. do 26. března 2023 v Ulánbátaru v Mongolsku.

## Účastníci
| Tým       | Kvalifikace                              |
| --------- | ---------------------------------------- |
| Kuvajt    | 5. místo v Divizi IV 2022                |
| Filipíny  | První účast na turnaji, vloni odstoupily |
| Mongolsko | Pořadatel, první účast od roku 2012.     |
| Indonésie | První účast na turnaji                   |

## Rozhodčí
| Hlavní                                  | Čároví                                             |
| --------------------------------------- | -------------------------------------------------- |
| Manuel Nikolic Turo Virta Kendži Kosaka | Tomáš Brejcha Edmond Ng Huang Qiwei Matijaž Hribar |

## Tabulka
|  | Tým postupující do skupiny B divize III |

| Poř. | Tým       | Z | V | VP | PP | P | GV | GI | +/- | B |
| ---- | --------- | - | - | -- | -- | - | -- | -- | --- | - |
| 1.   | Filipíny  | 3 | 2 | 1  | 0  | 0 | 35 | 6  | +29 | 8 |
| 2.   | Mongolsko | 3 | 2 | 0  | 1  | 0 | 19 | 8  | +11 | 7 |
| 3.   | Kuvajt    | 3 | 1 | 0  | 0  | 2 | 4  | 24 | -20 | 3 |
| 4.   | Indonésie | 3 | 0 | 0  | 0  | 3 | 3  | 23 | -20 | 0 |

## Zápasy
Všechny časy jsou místní (UTC+8).
| 23. března 2023 14:00 | Filipíny | 14 : 0 (4:0, 6:0, 4:0) | Indonésie | Steppe Arena, Ulánbátar Návštěvnost: 700 |  |

| Report | |                                                              |                                        |                                                        |
| Paolo Spafford | Paolo Spafford | Brankáři                                                     | Izzan Rais (od 26. minuty Arka Asmara) | Rozhodčí: Turo Virta Čároví: Matjaž Hribar Huang Qiwei |
| Kenwrick Sze (Carl Montano) 00:21' Manvil Billones (Kenwrick Sze, Carlo Tigaronita) 04:29' Kenwrick Sze (Mikel Miller, Patrick Abis) 14:03' Manvil Billones (Kenwrick Sze, Patrick Abis) 15:00' Carl Montano (Kenwrick Sze, Manvil Billones) 20:42' Carl Montano (Kenwrick Sze, John Fuglister) 23:41' John Fuglister (Carl Montano, Manvil Billones) 25:33' Manvil Billones (John Fuglister) 25:40' Kenwrick Sze (Carl Montano, John Fuglister) 29:41' Carl Montano (Manvil Billones, Lenard Lancero) 36:49' Patrick Abis 42:45' Carlo Tigaronita (Jorell Crisostomo, Einzenn Ham) 57:38' Eishner Sibug (Miguel Relampagos, Mikel Miller) 57:51' Lenard Lancero (John Fuglister, Jan Regencia) 58:53' | Kenwrick Sze (Carl Montano) 00:21' Manvil Billones (Kenwrick Sze, Carlo Tigaronita) 04:29' Kenwrick Sze (Mikel Miller, Patrick Abis) 14:03' Manvil Billones (Kenwrick Sze, Patrick Abis) 15:00' Carl Montano (Kenwrick Sze, Manvil Billones) 20:42' Carl Montano (Kenwrick Sze, John Fuglister) 23:41' John Fuglister (Carl Montano, Manvil Billones) 25:33' Manvil Billones (John Fuglister) 25:40' Kenwrick Sze (Carl Montano, John Fuglister) 29:41' Carl Montano (Manvil Billones, Lenard Lancero) 36:49' Patrick Abis 42:45' Carlo Tigaronita (Jorell Crisostomo, Einzenn Ham) 57:38' Eishner Sibug (Miguel Relampagos, Mikel Miller) 57:51' Lenard Lancero (John Fuglister, Jan Regencia) 58:53' | 1:0 2:0 3:0 4:0 5:0 6:0 7:0 8:0 9:0 10:0 11:0 12:0 13:0 14:0 |                                        | Rozhodčí: Turo Virta Čároví: Matjaž Hribar Huang Qiwei |
| 2 min | 2 min | Tresty                                                       | 29 min                                 | Rozhodčí: Turo Virta Čároví: Matjaž Hribar Huang Qiwei |
| 71 | 71 | Střely                                                       | 10                                     | Rozhodčí: Turo Virta Čároví: Matjaž Hribar Huang Qiwei |

| 23. března 2023 18:00 | Kuvajt | 0 : 8 (0:4, 0:0, 0:4) | Mongolsko | Steppe Arena, Ulánbátar Návštěvnost: 3 075 |  |

| Report        |               |                                 | |                                                          |
| Ahmad Alsaegh | Ahmad Alsaegh | Brankáři                        | Munkhbold Bayarsaikhan (od 41. minuty Baatarkhuu Bazarvaani) | Rozhodčí: Manuel Nikolic Tomáš Brejcha Čároví: Edmond Ng |
|               |               | 0:1 0:2 0:3 0:4 0:5 0:6 0:7 0:8 | 05:52' Bayarsaikhan Jargalsaikhan (Batgerel Zorigt, Mishigsuren Namjil) 06:01' Mishigsuren Namjil (Enkhsukh Erdenetoktokh) 16:04' Chinzolboo Mishigsuren (Enkh-Amgalan Erdenejav) 19:35' Tserenbaljir Baatarkhuu (Edenesukh Bold, Batbayasgalan Baatar) 43:58' Bilhuun Boldbaatar (Chinzolboo Mishigsuren, Tamir Ganbold) 45:43' Enkhbar Batbaatar (Batbayasgalan Baatar) 46:52' Chinzolboo Mishigsuren (Batgerel Zorigt, Bilguun Boldbaatar) 50:28' Chinzolboo Mishigsuren (Edenesukh Bold) | Rozhodčí: Manuel Nikolic Tomáš Brejcha Čároví: Edmond Ng |
| 8 min         | 8 min         | Tresty                          | 8 min | Rozhodčí: Manuel Nikolic Tomáš Brejcha Čároví: Edmond Ng |
| 20            | 20            | Střely                          | 57 | Rozhodčí: Manuel Nikolic Tomáš Brejcha Čároví: Edmond Ng |

| 25. března 2023 14:00 | Indonésie | 2 : 4 (1:0, 1:1, 0:3) | Kuvajt | Steppe Arena, Ulánbátar Návštěvnost: 375 |  |

| Report                                                                          |                                                                                 |                         | |                                                          |
| Arka Asmara                                                                     | Arka Asmara                                                                     | Brankáři                | Ahmad Alsaegh | Rozhodčí: Kenži Kosaka Čároví: Tomáš Brejcha Huang Qiwei |
| Arthur Jordan (Abraham Novendra) 17:56' Daffa Bagaskara (Ronald Chandra) 30:32' | Arthur Jordan (Abraham Novendra) 17:56' Daffa Bagaskara (Ronald Chandra) 30:32' | 1:0 2:0 2:1 2:2 2:3 2:4 | 36:41' Abdullah Alzidan (Abdulmuhsen Alkhashram) 41:33' Hamad Alajmi (Abdulaziz Almaraghy) 45:41' Ali Alsarraf (Jasem Alawadhi) 58:08' Ahmad Alajmi (Ali Alsarraf, Jasem Alawadhi) | Rozhodčí: Kenži Kosaka Čároví: Tomáš Brejcha Huang Qiwei |
| 6 min                                                                           | 6 min                                                                           | Tresty                  | 10 min | Rozhodčí: Kenži Kosaka Čároví: Tomáš Brejcha Huang Qiwei |
| 24                                                                              | 24                                                                              | Střely                  | 46 | Rozhodčí: Kenži Kosaka Čároví: Tomáš Brejcha Huang Qiwei |

| 25. března 2023 18:00 | Filipíny | 7 : 6 PP (3:0, 0:3, 3:3 – 1:0) | Mongolsko | Steppe Arena, Ulánbátar Návštěvnost: 3 267 |  |

| Report | |                                                     | |                                                      |
| Gianpietro Iseppi | Gianpietro Iseppi | Brankáři                                            | Baatarkhuu Bazarvaani (od 12. minuty Munkhbold Bayarsaikhan) | Rozhodčí: Turo Virta Čároví: Matjaž Hribar Edmond Ng |
| Kenwrick Sze (Carl Montano) 02:52' Jan Regencia (Carlo Tigaronita, Jorell Crisostomo) 10:55' Kenwrick Sze (Eishner Sibug, Manvil Billones) 11:39' Mikel Miller (Lenard Lancero) 44:18' Jan Regencia (John Lagleva, John Fuglister) 48:43' John Fuglister (Carlo Tenedero, Kenwrick Sze) 50:29' John Fuglister (Manvil Billones, Carlo Tenedero) 61:12' | Kenwrick Sze (Carl Montano) 02:52' Jan Regencia (Carlo Tigaronita, Jorell Crisostomo) 10:55' Kenwrick Sze (Eishner Sibug, Manvil Billones) 11:39' Mikel Miller (Lenard Lancero) 44:18' Jan Regencia (John Lagleva, John Fuglister) 48:43' John Fuglister (Carlo Tenedero, Kenwrick Sze) 50:29' John Fuglister (Manvil Billones, Carlo Tenedero) 61:12' | 1:0 2:0 3:0 3:1 3:2 3:3 4:3 4:4 5:4 6:4 6:5 6:6 7:6 | 25:23' Chinzolboo Mishigsuren (Gerelt Ider, Tserenbaljir Baatarkhuu) 30:06' Enkh-Amgalan Erdenejav (Mishigsuren Namjil) 30:54' Mishigsuren Namjil (Gerelt Ider, Erdenesukh Bold) 47:08' Gerelt Ider (Mishigsuren Namjil, Munkhzaya Enkhtur) 51:40' Munkhzaya Enkhtur (Erdenesukh Bold, Gerelt Ider) 52:43' Lkhagvadorj Davaanyam (Enkhbat Batbaatar, Batgerel Zorigt) | Rozhodčí: Turo Virta Čároví: Matjaž Hribar Edmond Ng |
| 22 min | 22 min | Tresty                                              | 14 min | Rozhodčí: Turo Virta Čároví: Matjaž Hribar Edmond Ng |
| 30 | 30 | Střely                                              | 49 | Rozhodčí: Turo Virta Čároví: Matjaž Hribar Edmond Ng |

| 26. března 2023 14:00 | Kuvajt | 0 : 14 (0:1, 0:4, 0:9) | Filipíny | Steppe Arena, Ulánbátar Návštěvnost: 803 |  |

| Report                                             |                                                    |                                                              | |                                                        |
| Dhari Alomran (od 41. do 46. minuty Ahmad Alsaegh) | Dhari Alomran (od 41. do 46. minuty Ahmad Alsaegh) | Brankáři                                                     | Paolo Spafford | Rozhodčí: Kenži Kosaka Čároví: Matjaž Hribar Edmond Ng |
|                                                    |                                                    | 0:1 0:2 0:3 0:4 0:5 0:6 0:7 0:8 0:9 0:10 0:11 0:12 0:13 0:14 | 02:41' Kenwrick Sze 22:36' Carl Montano (Jan Regencia, Manvil Billones) 25:09' Carl Montano (John Fuglister) 39:04' Mikel Miller (Patrick Abis) 39:50' Jorell Crisostomo (Jan Regencia) 42:27' Manvil Billones (Miguel Relampagos) 43:56' John Fuglister 44:41' Jan Regencia (Jorell Crisostomo) 45:37' Manvil Billones (Miguel Relampagos) 50:42' Carl Montano 53:35' John Fuglister (Kenwrick Sze) 54:11' Lenard Lancero 55:07' Carlo Tigaronita (Jorell Crisostomo) 56:06' Miguel Relampagos (Manvil Billones, Carlo Tenedero) | Rozhodčí: Kenži Kosaka Čároví: Matjaž Hribar Edmond Ng |
| 16 min                                             | 16 min                                             | Tresty                                                       | 10 min | Rozhodčí: Kenži Kosaka Čároví: Matjaž Hribar Edmond Ng |
| 17                                                 | 17                                                 | Střely                                                       | 62 | Rozhodčí: Kenži Kosaka Čároví: Matjaž Hribar Edmond Ng |

| 26. března 2023 18:00 | Mongolsko | 5 : 1 (3:0, 0:0, 2:1) | Indonésie | Steppe Arena, Ulánbátar Návštěvnost: 2 843 |  |

| Report | |                         |                                                      |                                                            |
| Munkhbold Bayarsaikhan (od 33. minuty Baatarkhuu Bazarvaani) | Munkhbold Bayarsaikhan (od 33. minuty Baatarkhuu Bazarvaani) | Brankáři                | Izzan Rais                                           | Rozhodčí: Manuel Nikolic Čároví: Tomáš Brejcha Huang Qiwei |
| Gerelt Ider (Erdenesukh Bold, Batbayasgalan Baatar) 03:24' Erdenesukh Bold (Mishigsuren Namjil, Gerelt Ider) 14:59' Enkhbat Batbaatar (Tserenbaljir Baatarkhuu, Munkhzaya Enkhtur) 15:18' Bodikhuu Lkhagvasuren (Enkh-Amgalan Edenejav, Munkhzaya Enkhtur) 51:32' Bodikhuu Lkhagvasuren 52:00' | Gerelt Ider (Erdenesukh Bold, Batbayasgalan Baatar) 03:24' Erdenesukh Bold (Mishigsuren Namjil, Gerelt Ider) 14:59' Enkhbat Batbaatar (Tserenbaljir Baatarkhuu, Munkhzaya Enkhtur) 15:18' Bodikhuu Lkhagvasuren (Enkh-Amgalan Edenejav, Munkhzaya Enkhtur) 51:32' Bodikhuu Lkhagvasuren 52:00' | 1:0 2:0 3:0 3:1 4:1 5:1 | 43:14' Farrell Synarso (Lucas Salomo, Daffa Fadilla) | Rozhodčí: Manuel Nikolic Čároví: Tomáš Brejcha Huang Qiwei |
| 10 min | 10 min | Tresty                  | 6 min                                                | Rozhodčí: Manuel Nikolic Čároví: Tomáš Brejcha Huang Qiwei |
| 48 | 48 | Střely                  | 16                                                   | Rozhodčí: Manuel Nikolic Čároví: Tomáš Brejcha Huang Qiwei |

### Hráčské statistiky

#### Kanadské bodování
Toto je konečné pořadí hráčů podle dosažených bodů. Za jeden vstřelený gól nebo přihrávku na gól hráč získal jeden bod.
| Poř. | Hráč                   | Tým       | Z | G | A | B  | TM | +/- |
| ---- | ---------------------- | --------- | - | - | - | -- | -- | --- |
| 1.   | Manvil Billones        | Filipíny  | 3 | 5 | 7 | 12 | 8  | +13 |
| 2.   | Kenwrick Sze           | Filipíny  | 3 | 6 | 5 | 11 | 0  | +13 |
| 3.   | John Fuglister         | Filipíny  | 3 | 3 | 8 | 11 | 0  | +13 |
| 4.   | Carl Montano           | Filipíny  | 3 | 6 | 4 | 10 | 6  | +10 |
| 5.   | Jan Regencia           | Filipíny  | 3 | 3 | 3 | 6  | 0  | +3  |
| 6.   | Gerelt Ider            | Mongolsko | 3 | 2 | 4 | 6  | 6  | +5  |
| 6.   | Mishigsuren Namjil     | Mongolsko | 3 | 2 | 4 | 6  | 0  | +6  |
| 8.   | Erdenesukh Bold        | Mongolsko | 3 | 1 | 5 | 6  | 2  | +6  |
| 9.   | Chinzolboo Mishigsuren | Mongolsko | 3 | 4 | 1 | 5  | 4  | +3  |
| 10.  | Jorell Crisostomo      | Filipíny  | 3 | 1 | 4 | 5  | 2  | +2  |

#### Hodnocení brankářů
Toto je konečné pořadí pěti nejlepších brankářů.
| Poř. | Hráč                   | Tým       | Z. | MIN    | OG | PZ | PS | POG  | Úsp%   |
| ---- | ---------------------- | --------- | -- | ------ | -- | -- | -- | ---- | ------ |
| 1.   | Paolo Spafford         | Filipíny  | 2  | 120:00 | 0  | 27 | 27 | 0.00 | 100.00 |
| 2.   | Munkhbold Bayarsaikhan | Mongolsko | 3  | 122:26 | 4  | 40 | 44 | 1.96 | 90.91  |
| 3.   | Arka Asmara            | Indonésie | 2  | 94:07  | 11 | 77 | 88 | 7.01 | 87.50  |
| 4.   | Ahmad Alsaegh          | Kuvajt    | 3  | 125:37 | 14 | 76 | 90 | 6.69 | 84.44  |
| 5.   | Izzan Rais             | Indonésie | 2  | 85:17  | 12 | 65 | 77 | 8.41 | 84.42  |

### Ocenění
| Pozice  | Hráč                  |
| ------- | --------------------- |
| Brankář | Baatarkhuu Bazarvaani |
| Obránce | Eishner Sibug         |
| Útočník | Ali Al-Sarraf         |